# Ręka opadająca
Ręka opadająca – objaw występujący w przebiegu całkowitego uszkodzenia nerwu promieniowego. Charakteryzuje się brakiem możliwości zgięcia grzbietowego ręki.